# Gare de Lasarte-Oria
La gare de Lasarte-Oria est une gare ferroviaire espagnole du métro de Saint-Sébastien. Elle est située dans la commune de Lasarte-Oria, dans la province de Guipuscoa et la communauté autonome du pays basque. 
C'est une gare appartenant à l'entreprise publique Euskal Trenbide Sarea - Red Ferroviaria Vasca, dépendant du gouvernement basque. Surnommée « El Topo (la taupe) », elle est exploitée par l'opérateur Euskotren Trena.

## Situation ferroviaire
La gare de Lasarte-Oria est le terminus de la ligne à écartement métrique en antenne d'Errekalde à Lasarte-Oria.
C'est une gare dotée de deux voies encadrant un quai central.

## Histoire
Cette gare a ouvert le 9 octobre 1998 en même temps que l'antenne d'Errekalde à Lasarte-Oria.

## Service des voyageurs

### Accueil
Gare Euskotren, elle dispose de distributeurs automatiques de titres de transport Euskotren. Elle est accessible aux personnes à mobilité réduite.

### Desserte
La gare de Lasarte-Oria est desservie tous les quarts d'heure par les trains de la ligne E2 du métro de Saint-Sébastien. Un train sur deux est prolongé d'Irun Colon à Hendaye.

### Intermodalité
La gare de Lasarte-Oria est en correspondance avec les autobus du réseau TBH.